# Andrej Bajuk
Andrej Bajuk, né le 18 octobre 1943 à Ljubljana, et mort le 16 août 2011 à Ljubljana, est un homme d'État slovène. Président du gouvernement du 3 mai au 16 novembre 2000. Ministre des Finances du 3 décembre 2004 au 21 novembre 2008.